# Gu Hong
Gu Hong (chinês: 谷红, pinyin: Gǔ Hóng; Dandong, 6 de novembro de 1998) é uma boxeadora chinesa, medalhista olímpica.

## Carreira
Hong conquistou a medalha de prata nos Jogos Olímpicos de Verão de 2020 em Tóquio, após confronto na final contra a turca Busenaz Sürmeneli na categoria peso meio-médio. Ela é duas vezes medalhista de prata no Campeonato Mundial Feminino de Boxe da AIBA e três vezes medalha de ouro no Campeonato Asiático de Boxe Amador.